# 迪尔亨讷斯多夫
迪尔亨讷斯多夫（德語：Dürrhennersdorf）是德国萨克森州的一个市镇。总面积10.71平方公里，截至2023年12月31日总人口为912人。